# Ophiolepis biscalata
Ophiolepis biscalata är en ormstjärneart som beskrevs av McKnight 2003. Ophiolepis biscalata ingår i släktet Ophiolepis och familjen Ophiolepididae. Inga underarter finns listade i Catalogue of Life.